# 대둔산 (전남)
대둔산(大芚山)은 전라남도 해남군 북평면, 삼산면, 현산면의 경계에 위치한 한국의 화강암 산이다. 북동쪽의 두륜산과 인접해 있다. 

## 방송 송신 시설
| 디지털TV   |                                |           |                     |       |                                                                               |
| 가상채널   | 방송국명                       | 호출부호  | 물리채널            | 출력  | 가시청권                                                                      |
| CH 6-1     | KBC 광주방송 DTV               | HLDH-DTV  | CH 40               | 2㎾   | 일원 : 목포, 해남 일부 : 나주, 강진, 장흥, 완도, 신안, 영암, 무안, 진도, 함평 |
| CH 7-1     | KBS목포 DTV2                   | HLAA-DTV  | CH 42               | 2㎾   | 일원 : 목포, 해남 일부 : 나주, 강진, 장흥, 완도, 신안, 영암, 무안, 진도, 함평 |
| CH 9-1     | KBS목포 DTV1                   | HLKN-DTV  | CH 34               | 2㎾   | 일원 : 목포, 해남 일부 : 나주, 강진, 장흥, 완도, 신안, 영암, 무안, 진도, 함평 |
| CH 10-1    | EBS 1(지상파)                  | HLQL-DTV  | CH 49               | 2㎾   | 일원 : 목포, 해남 일부 : 나주, 강진, 장흥, 완도, 신안, 영암, 무안, 진도, 함평 |
| CH 10-2    | EBS 2(지상파)                  | HLQL-DTV  | CH 49               | 2㎾   | 일원 : 목포, 해남 일부 : 나주, 강진, 장흥, 완도, 신안, 영암, 무안, 진도, 함평 |
| CH 11-1    | 목포MBC DTV                    | HLAM-DTV  | CH 23               | 2㎾   | 일원 : 목포, 해남 일부 : 나주, 강진, 장흥, 완도, 신안, 영암, 무안, 진도, 함평 |
| FM 라디오  |                                |           |                     |       |                                                                               |
| 채널       | 방송국명                       | 호출부호  |                     | 출력  | 가시청권                                                                      |
| 88.1MHz    | KBS목포방송국 제2라디오 해피FM | HLAA-SFM  |                     | 100㎾ | 일원 : 목포, 해남, 완도, 강진 일부 : 진도, 신안, 무안, 영암, 장흥             |
| 89.1MHz    | 목포MBC 라디오                 | HLAM-SFM  |                     | 2㎾   | 일원 : 목포, 해남, 완도, 강진 일부 : 진도, 신안, 무안, 영암, 장흥             |
| 94.7MHz    | 국악방송                       | HLQA-FM   |                     |       | 일원 : 목포, 해남, 완도, 강진 일부 : 진도, 신안, 무안, 영암, 장흥             |
| 104.1MHz   | EBS FM                         | HLQL-FM   |                     | 0.5㎾ | 일원 : 목포, 해남, 완도, 강진 일부 : 진도, 신안, 무안, 영암, 장흥             |
| 105.9MHz   | KBS목포방송국 제1라디오        | HLKN-SFM  |                     | 1㎾   | 일원 : 목포, 해남, 완도, 강진 일부 : 진도, 신안, 무안, 영암, 장흥             |
| 지상파 DMB |                                |           |                     |       |                                                                               |
| 방송국명   | 채널목록                       | 호출부호  | 채널(주파수)        | 출력  | 가시청권                                                                      |
| Honam MBC  | myMBC TV                       | HLCN-TDMB | CH 8-A (181.280MHz) | 2㎾   | 일원 : 목포, 해남, 완도, 진도, 신안 일부 : 무안, 영암, 강진, 장흥, 보성, 고흥 |
| U-KBS      | KBS STAR                       | HLKH-TDMB | CH 8-B (183.008MHz) | 2㎾   | 일원 : 목포, 해남, 완도, 진도, 신안 일부 : 무안, 영암, 강진, 장흥, 보성, 고흥 |
| U-KBS      | HD KBS STAR                    | HLKH-TDMB | CH 8-B (183.008MHz) | 2㎾   | 일원 : 목포, 해남, 완도, 진도, 신안 일부 : 무안, 영암, 강진, 장흥, 보성, 고흥 |
| U-KBS      | KBS HEART                      | HLKH-TDMB | CH 8-B (183.008MHz) | 2㎾   | 일원 : 목포, 해남, 완도, 진도, 신안 일부 : 무안, 영암, 강진, 장흥, 보성, 고흥 |
| U-KBS      | KBS MUSIC                      | HLKH-TDMB | CH 8-B (183.008MHz) | 2㎾   | 일원 : 목포, 해남, 완도, 진도, 신안 일부 : 무안, 영암, 강진, 장흥, 보성, 고흥 |
| KBC u      | KBC-SBSu                       | HLDH-TDMB | CH 8-C (184.736MHz) | 2㎾   | 일원 : 목포, 해남, 완도, 진도, 신안 일부 : 무안, 영암, 강진, 장흥, 보성, 고흥 |
| KBC u      | JTV-mYTN                       | HLDH-TDMB | CH 8-C (184.736MHz) | 2㎾   | 일원 : 목포, 해남, 완도, 진도, 신안 일부 : 무안, 영암, 강진, 장흥, 보성, 고흥 |